# Gábor Zsazsa
Gábor Zsazsa, angolul: Zsa Zsa Gabor, születési nevén: Gábor Sári (Budapest, 1917. február 6. – Los Angeles, Kalifornia, 2016. december 18.) Golden Globe-díjas magyar származású amerikai színésznő, szépségkirálynő, modell, üzletasszony, a 20. század közepének egyik legismertebb hollywoodi szexszimbóluma, a világ egyik első és máig egyik legnagyobb celebe. Egyike azon kevés magyar származásúaknak, akik csillagot kaptak a Hollywoodi hírességek sétányán.
Pályafutása 1936-ban kezdődött, amikor elnyerte a magyar szépségkirálynőknek járó Miss Hungary címet. Első nyilvános fellépése szintén ebben az évben volt, Ausztriában: énekelt a Der singende Traum (Az éneklő álom) című operettben. 1941-ben, Hollywoodba költözése után gyorsan hírnevet szerzett magának színészi teljesítményével, szépségével, valamint botrányaival; többek között egyszeri letartóztatásával, és a híres milliomosokkal kötött házasságaival. Kilencszer volt férjnél, hétszer vált el, egyik házasságát egy hónapon belül érvénytelenítették. Utolsó házassága 1986-tól haláláig tartott.
2002-ben autóbalesetet szenvedett, részben lebénult, így kerekesszékbe került. 2005–2007 között két agyvérzése volt, 2011-ben amputálni kellett jobb lábát térdtől lefelé egy fertőzés miatt. Majdnem megérte 100. születésnapját, 2016. december 18-án hunyt el Los Angelesben.

## Családi háttere és ifjúkora
Budapesten született második gyerekként. Apja, Gábor (eredetileg Grün) Farkas Vilmos (1881–1962) kereskedő és katona volt. Anyja, Gábor Jolie (született Tilleman Janka), becenevén „Jancsi”, szülei ugyanis fiút akartak), 1896-ban Budapesten született, és 1997-ben, 101 évesen hunyt el Kaliforniában, Rancho Mirage-ben, Zsazsa édesapjának halála után, Edmund de Szigethyhez ment feleségül. (Állítólag Szigethy egy magyar grófi család leszármazottja, azonban a történelem folyamán Szigethy néven egyetlen család sem kapott bárói, vagy grófi címet.) Édesanyja továbbá rokonságban állt Annette Tillemannal, Tom Lantos feleségével, akinek édesapja, Sebastian a fivére volt.
Zsazsának két testvére volt, egy húga és egy nővére: Magda és Éva, ők is színésznők lettek. Magda (1915–1997) gyakran szerepelt talk show-kban mint a „Gábor lányok” egyike. 1997-ben, nyolcvankét évesen halt meg. Éva (1919–1995) a szétszórt feleség, Lisa Douglas szerepében lett ismert a Green Acres című filmsorozatban. 1995-ben, hetvenhat évesen halt meg.
Zsazsa születési neve Gábor Sári, Fedák Sári színésznő után (akit szintén Zsazsának becéztek, mert a kislánya nem tudta kiejteni a nevét). A Gábor lányok (Magda, Zsa Zsa és Éva) kiemelkedően szépek voltak és már Budapesten extravagáns életstílusukról voltak ismertek. Zsazsa egy svájci internátusban tanult, majd 1936-ban elnyerte a Miss Hungary (Miss Hungaria) szépségkirálynő címet. Még ebben az évben Bécsbe utazott, ahol a híres tenor, Richard Tauber felfedezte és meghívta, hogy énekeljen egy szubrettet a Der singende Traum (Az éneklő álom) című operettben a Theater an der Wienben. Ez volt Gábor Zsazsa első nyilvános szereplése. 1941-ben, miután házasságának Burhan Belgével, egy török diplomatával vége szakadt, követte testvéreit Hollywoodba. Itt színésznőként dolgozott (1952-től több mint 50 filmben szerepelt) és hamar hírnévre tett szert legfőképpen szépsége, afférjai, botrányai, milliomosokkal kötött házasságai és válásai, valamint egyszeri rövid letartóztatása miatt. A sajtóban gyakran párhuzamot vonnak közte és Paris Hilton között, akivel egyébként Conrad Hiltonnal kötött házassága révén rokonok.
Gábor Zsazsa 1968 októberében hazalátogatott Budapestre, ahol Lajos György készíthetett róla fotósorozatot. Vitray Tamás riportfilmet készített róla Kérem alássan címmel, ami az ő mondása volt, az 1980-as években.

## Magánélete

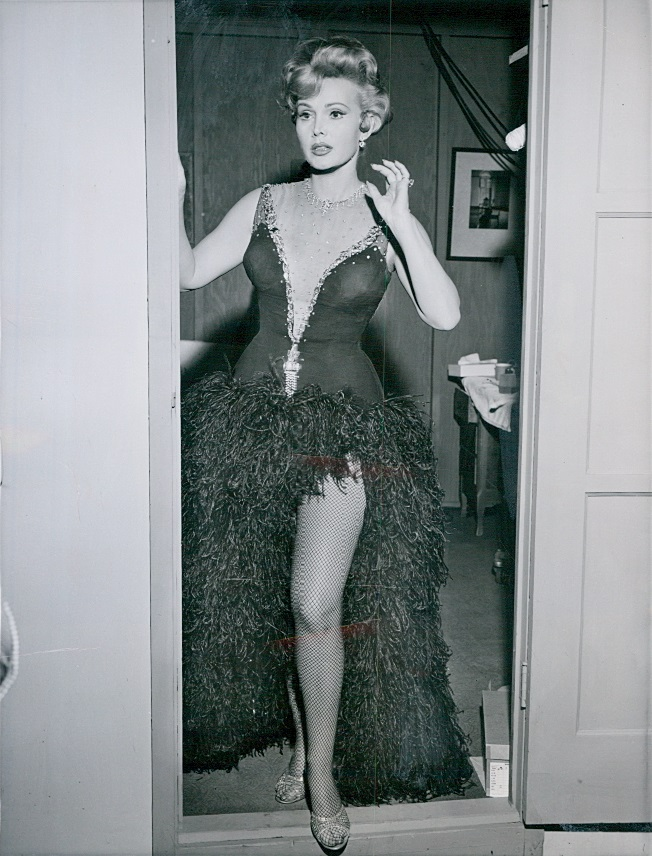
A színésznő 1958-ban

### Házasságai
Gábor Zsazsa kilencszer kötött házasságot és hétszer vált el. Utolsó férjével, Frédéric von Anhalttal, 1986. augusztus 14-én kelt egybe. A herceg Mária Auguszta anhalti hercegnő (II. Vilmos császár menye) 1980-ban adoptált fia, a német nemesség tagja, üzletember. Ez volt a leghosszabb házassága.
A férjei (időrendben):
- Budapest, XI. kerület, 1935. május 17.; Burhan Asaf Belge (1935–1941) a török nagykövetség sajtóreferense volt, később író és diplomata[24]
- Conrad Hilton (1942–1947) a Hilton szállodalánc alapítója, tőle született egyetlen gyermeke
- George Sanders (1949–1954) Oscar-díjas brit színész, aki később Zsazsa testvérét, Magdát vette feleségül
- Herbert Hutner (1962–1966) pénzügyi tanácsadó
- Joshua S. Cosden, Jr. (1966–1967) üzletember
- Jack Ryan (1975–1976) a Barbie-baba egyik tervezője
- Michael O’Hara (1976–1982) ügyvéd
- Felipe de Alba (1982) (érvénytelenítve), a házasság csak egy napig tartott
- Frédéric von Anhalt (1986–2016)

Anhalt herceggel kötött házassága óta a színésznő hivatalos megszólítása, Anhalt és Szászország hercegnéje (Princess Von Anhalt and Duchess of Saxony). Az elmúlt években azonban több történész vitatja ennek a címnek a hitelességét.

### Gyermeke

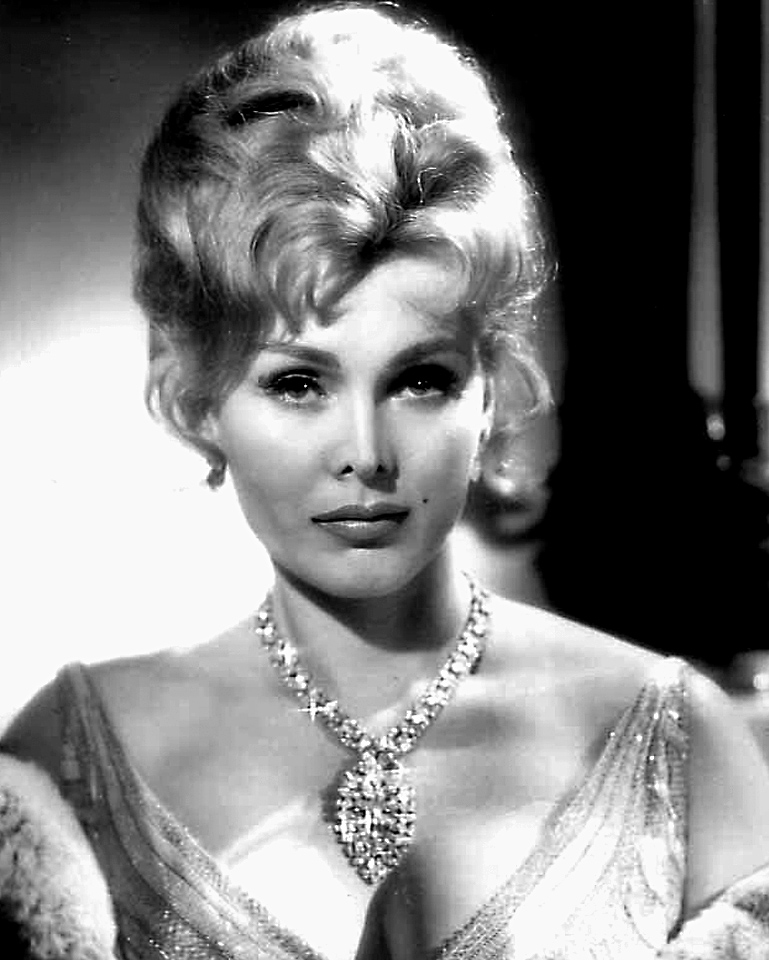
Zsazsa 1959-ben

Gábor Zsazsa volt az egyetlen a Gábor lányok közül, aki gyermeket szült. Könyvében (a One Lifetime Is Not Enough, magyarul: Nekem nem elég egy élet címmel jelent meg) leírja, hogy Conrad Hilton megerőszakolta és teherbe ejtette. Francesca Hilton már a válásuk után született, 1947. március 10-én. 2005-ben Zsa Zsa lopással és csalással vádolta Francescát, egy kaliforniai bíróság előtt. Francesca húsz éven át színésznőként, majd fotósként és könyvkiadóként működött. Anyja felügyeleti jogáért perben állt Zsazsa utolsó férjével, de 2015. január 5-én szívrohamban meghalt.

### Letartóztatása
1989. június 14-én Gábor Zsazsát azzal vádolták meg, hogy arcon ütött egy Beverly Hills-i rendőrt, Paul Kramert, amikor az megállította egy közlekedési szabálysértés után. A nagy sajtóvisszhangot kapott tárgyalás során bűnösnek találták és három napi börtönbüntetésre, valamint 13 000 dollár bírságra ítélték. Gábor Zsazsa vallomásában elmondta, hogy a reakcióját a rendőr viselkedése provokálta ki, aki durván bánt vele és obszcén szavakkal inzultálta. A börtönbüntetés letöltését követően nem volt hajlandó kijönni a börtönből addig, amíg sminket nem kapott. A botrányos rendőrverés apropójából szerepelt 1992-ben a Csupasz pisztoly 2 és 1/2 című vígjátékban is, ahol önmagát alakította.

### Betegeskedése, halála
Gábor Zsazsa 2002. november 27-én Los Angelesben, utasként részese volt egy autóbalesetnek, ennek következtében nyolcvanöt évesen kómába esett. A balesetet követően a kórházat csak 2003 januárjában hagyhatta el, ami után élete végéig folyamatos ellátásra szorult. A baleset után kártérítési pert indított, amit megnyert, és kétmillió dollárt kapott.

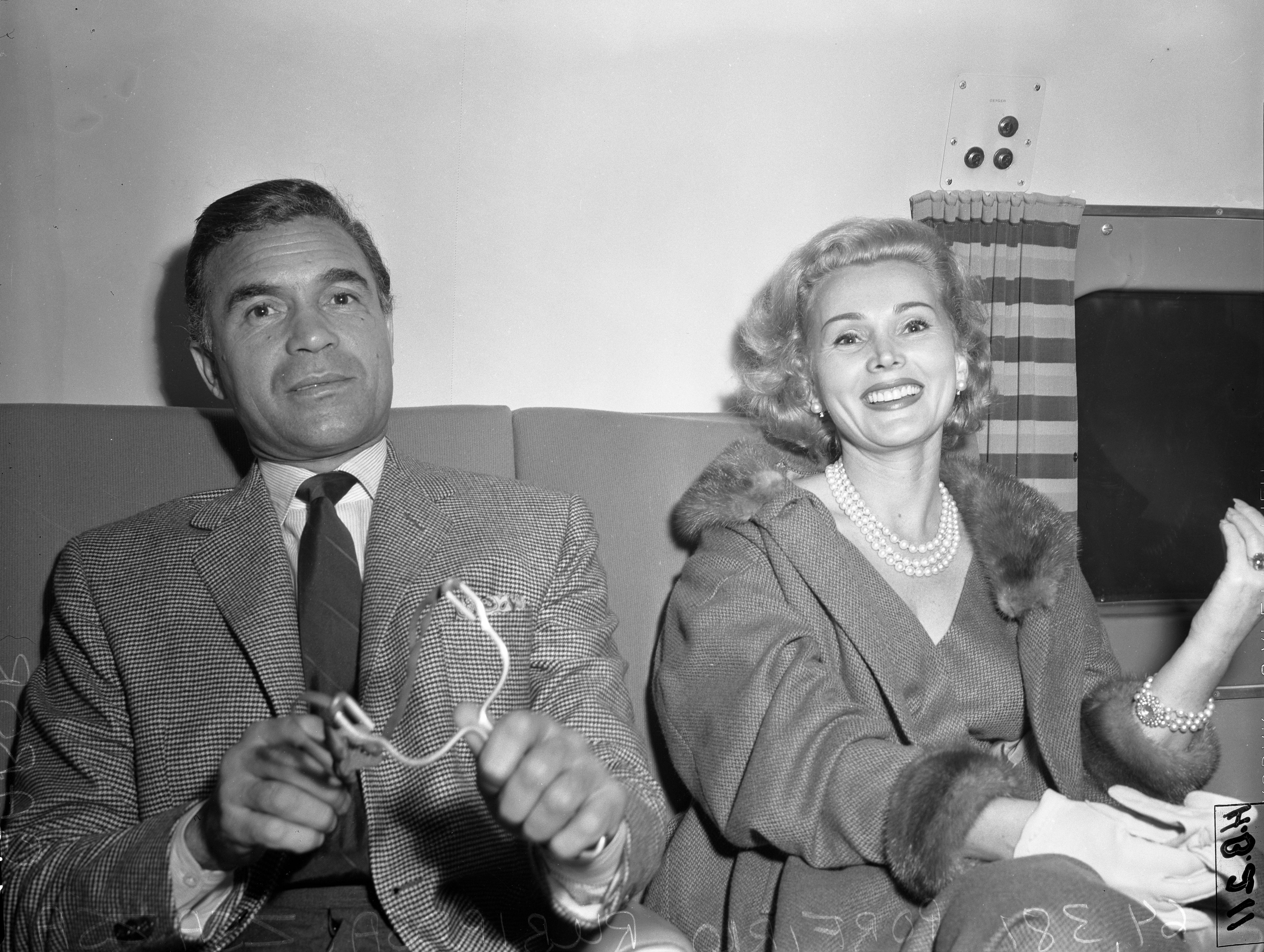
A diplomata-autóversenyző-pólójátékos-playboy Porfirio Rubirosa és Gábor Zsazsa, 1954 körül

2004 decemberében öngyilkosságot kísérelt meg, jelentős mennyiségű altatót vett be, azonban férje, Frédéric von Anhalt herceg még időben rátalált. Az akkor nyolcvanhét éves művésznőt azonnal kórházba szállították és kimosták a gyomrát. A Bild című német lapnak a herceg akkor azt nyilatkozta, sejtette, hogy felesége öngyilkosságot kísérelhet meg, de remélte, hogy ez mégsem következik be. A díva 2005. július 7-én, nyolcvannyolc évesen komoly agyvérzésen esett át. A kórházból július 15-én tért haza.
Az idős színésznőt 2010. július 17-én ismét kórházba szállították, miután Bel Air-i otthonában tévézés közben kiesett az ágyából (valószínűleg a telefonjáért nyúlt), aminek következtében több csontja is eltört. A három és fél órás műtét sikeres volt, de a beteg az eséskor a fejét is beütötte, agyrázkódást kapott. Az orvosok szerint csípőműtétje közben agyvérzést is kaphatott. Lánya, Francesca Hilton viszont cáfolta, hogy anyja kritikus állapotban volna, vagy hogy ne reagálna a körülötte lévőkre. „Nincs kómában, gyógyszereket adnak neki, még minden életfunkciója erős, és beszél is”. A 93 esztendős színésznő 2010. augusztus 13-án rohammentővel újra visszakerült a Los Angeles-i Ronald Reagan kórházba, ahonnan két nappal korábban távozhatott, miután csípőtörése után egy hónappal hazaengedték.
Zsazsát 2010. augusztus 31-én eszméletlenül, lázasan, influenzagyanús tünetekkel visszaszállították a kórházba, annak ellenére, hogy már megkapta az utolsó kenetet, és elutasította, hogy újabb műtétet hajtsanak rajta végre. 2010. szeptember 3-án engedték ki a kórházból, és a Bild című német lapnak nyilatkozva a színésznő férje elmondta: halála után konzerváltatni akarja testét a színésznő. A hírt később tagadták. Ezt követően 2011. március 23-án ismét kórházba került, ennek egyik oka kedves barátnője, Elizabeth Taylor halálhíre volt.
2011. március 30-án újra kórházba szállították, mert nem kapott levegőt. Férje szerint elég valószínű, hogy a sztár már nem távozik élve a kórteremből, ugyanis azt nyilatkozta, hogy fél, mert talán végleg elveszítheti Gábor Zsazsát.
Az utolsó hivatalos fénykép Gábor Zsazsáról 2007-ben, egy amerikai magazinban jelent meg. Ezt követően csak a színésznő 94. születésnapján készült felvételeket publikálta Zsazsa férje.
„Sokszor magamra sem ismerek. Nem tudom, ki vagyok, hol vagyok, aztán kitisztul a kép. Hónapokig nagyon zavart voltam, most jobb a helyzet” - nyilatkozta 2013-ban.
2016. december 18-án hunyt el Los Angelesben, halálának oka hirtelen szívmegállás volt. Férje szerette volna Magyarországon eltemettetni, de végül a Los Angeles-i Westwood Village Memorial Park temetőben helyezték örök nyugalomra testvérének, Éva Gábornak a sírjában. Hamvainak egy részét 2021. július 13-án helyezték nyugalomra Budapesten a Fiumei úti sírkert művészparcellájában. Sírhelye: 41-1-16 és sírjának képei.

## Filmszerepei

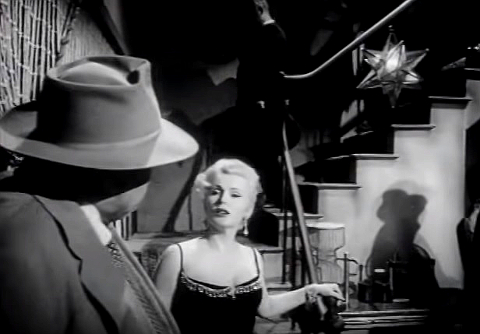
Gábor Zsazsa a A gonosz érintése (1958) című filmben

Gábor Zsazsa első filmszerepét 35 évesen a Lovely to Look at (1952) című filmben játszotta, majd a Ginger Rogers főszereplésével készült We're Not Married!-ben szerepelt. Az Oscar-díjas John Huston rendezte Moulin Rouge-ban már a női főszereplőként tünt fel a mozivásznon. 1953-ban a Lili című musicalben Mel Ferrer oldalán szerepelt. 1958-ban Orson Welles A gonosz érintése (1958) című híres film noir-jában egy kisebb szerepben láthatta a közönség. Ezt követően 65 filmben szerepelt kisebb-nagyobb szerepekben. Utolsó szerepét 1993-ban, hetvenhat évesen a Beverly Hill-dili (The Beverly Hillbillies) című amerikai vígjátékban játszotta, többek között Rob Schneiderrel és Dolly Partonnal az oldalán. 1996-ban A Brady család 2 (A Very Brady Sequel) című vígjátékban önmagát alakította.

## Róla szóló rockszámok
Dion DiMucci rock and roll énekes legenda (Runaround Sue, The Wanderer, A Teenage in Love) 1963-as Donna The Prima Donna című slágerében utal Gábor Zsazsára, hogy a címadó lány olyan akar lenni, mint ő ("She wants to be just like Zsa Zsa Gabor").
Az Erasure Like Zsa Zsa Gabor című 1988-as dala emléket állít a színésznőnek: "She told her friends that/ One day she would be the movie queen/ Like Zsa Zsa Zsa Gabor" ("Azt mondta a barátainak, egy napon a mozi királynője lesz, mint Gábor Zsazsazsa").

## Filmjei
- Öröm ránézni (1952)
- Moulin Rouge (Jane Avril, magyar hangja: Udvaros Dorottya) (1952)
- Lili (1953)
- Első számú közellenség (Lola, a szőke, magyar hangja: Mednyánszky Ági (1. változat), Szegedi Erika (2. változat)) (1953)
- Matinee Theatre (1956–1958)
- A gonosz érintése (Sztriptízklub-tulajdonos, 2. magyar hangja: Peller Anna) (1958)
- Pepe (1960)
- Út Hongkongba (1962)
- A fiúk átmulatott éjszakája (1962)
- Ég veled, drágám! (Gigi, magyar hangja: Kiss Erika) (1966)
- Burke's Law (1963–1964)
- Bonanza (1967)
- Batman (1968)
- Szerelemhajó (1980)
- Rémálom az Elm utcában 3. – Álomharcosok (1987)
- Kaliforniába jöttem (1990) – 2. évad 10. epizód
- Hófehérke 2: Boldogan éltek míg… (1990)
- Csupasz pisztoly 2 és 1/2 (1991)
- Csupasz igazság (1992)
- Beverly Hill-dili (1993)
- A Brady család 2. (1996)

## Díjak és kitüntetések
- 1958: Golden Globe-díj: különdíj „Most Glamorous Actress”
- csillag a Hollywood Walk of Fame-en (6925 Hollywood Blvd.)

## Szállóigévé vált mondásai
- „Nem az a fontos, hogy igaz legyen, csak beszéljenek rólam.”
- „Egy gazdag férfi sosem lehet ronda.”
- „Elválni valakitől, csak mert nem szereted, legalább olyan butaság, mint megházasodni, csak mert szereted.”
- „Jó vagyok a háztartásban. Ha elhagyok egy férfit, megtartom a házát.”
- „Hogy hány férjet fogyasztottam? Csak a sajátjaimra gondol?”
- „Mindenkit »kedvesemnek« szólítok, mert nem emlékszem a nevükre.”
- „Ha akarják, küldjenek el Szibériába. Ott vagy a Szovjetunió elnökének leszek a szeretője, vagy agyonlőnek."

## Magyarul megjelent művei
- Nekem nem elég egy élet; ford. Kristóf Eszter; Lilliput–Magyar Világ, Bp., 1992

## Származása
| Gábor Zsazsa (Budapest, 1917. február 6. – Los Angeles, Kalifornia, 2016. december 18.) | Apja: Grün Farkas Vilmos (Budapest, 1881. szeptember 19. – Budapest, 1962. július 7.) kereskedő, izr.    | Apai nagyapja: Grün Salamon izr.                                                                                       | Apai nagyapai dédapja: |
| Gábor Zsazsa (Budapest, 1917. február 6. – Los Angeles, Kalifornia, 2016. december 18.) | Apja: Grün Farkas Vilmos (Budapest, 1881. szeptember 19. – Budapest, 1962. július 7.) kereskedő, izr.    | Apai nagyapja: Grün Salamon izr.                                                                                       | Apai nagyapai dédanyja:                                                                                                   |
| Gábor Zsazsa (Budapest, 1917. február 6. – Los Angeles, Kalifornia, 2016. december 18.) | Apja: Grün Farkas Vilmos (Budapest, 1881. szeptember 19. – Budapest, 1962. július 7.) kereskedő, izr.    | Apai nagyanyja: Kluger Rozália (1865 – 1926) izr.                                                                      | Apai nagyanyai dédapja:                                                                                                   |
| Gábor Zsazsa (Budapest, 1917. február 6. – Los Angeles, Kalifornia, 2016. december 18.) | Apja: Grün Farkas Vilmos (Budapest, 1881. szeptember 19. – Budapest, 1962. július 7.) kereskedő, izr.    | Apai nagyanyja: Kluger Rozália (1865 – 1926) izr.                                                                      | Apai nagyanyai dédanyja:                                                                                                  |
| Gábor Zsazsa (Budapest, 1917. február 6. – Los Angeles, Kalifornia, 2016. december 18.) | Anyja: Tillmann Janka (Budapest, 1896. szeptember 30. – Palm Springs, Kalifornia, 1997. április 1.) izr. | Anyai nagyapja: Tillmann Jona Hersch (Drohobics, Galícia – Budapest, 1922. június 18.) cukor elárusító, ékszerész izr. | Anyai nagyapai dédapja: Tillmann Schie izr.                                                                               |
| Gábor Zsazsa (Budapest, 1917. február 6. – Los Angeles, Kalifornia, 2016. december 18.) | Anyja: Tillmann Janka (Budapest, 1896. szeptember 30. – Palm Springs, Kalifornia, 1997. április 1.) izr. | Anyai nagyapja: Tillmann Jona Hersch (Drohobics, Galícia – Budapest, 1922. június 18.) cukor elárusító, ékszerész izr. | Anyai nagyapai dédanyja: Grossmann Scheindel (Sarolta) izr.                                                               |
| Gábor Zsazsa (Budapest, 1917. február 6. – Los Angeles, Kalifornia, 2016. december 18.) | Anyja: Tillmann Janka (Budapest, 1896. szeptember 30. – Palm Springs, Kalifornia, 1997. április 1.) izr. | Anyai nagyanyja: Reinharz Chawe Feige (Bolekhiv, Galícia – ) izr.                                                      | Anyai nagyanyai dédapja: Reinharz Eisig (Izsák) (Bolekhiv, Galícia, 1845. – ) izr. szülei: Reinharz Rachmiel és N. Simcha |
| Gábor Zsazsa (Budapest, 1917. február 6. – Los Angeles, Kalifornia, 2016. december 18.) | Anyja: Tillmann Janka (Budapest, 1896. szeptember 30. – Palm Springs, Kalifornia, 1997. április 1.) izr. | Anyai nagyanyja: Reinharz Chawe Feige (Bolekhiv, Galícia – ) izr.                                                      | Anyai nagyanyai dédanyja: Stein Dwora ( - Niniów Górny, Galícia, 1879) izr.                                               |